# Relatieve waarde van schaakstukken

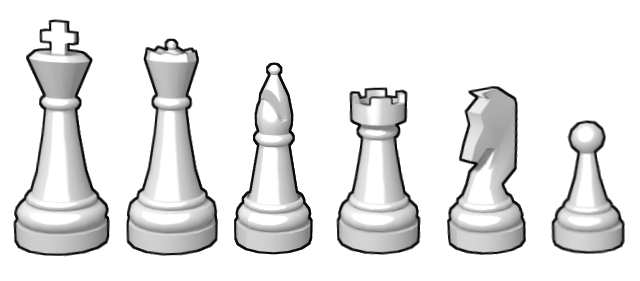
v.l.n.r. koning, dame, loper, toren, paard, pion

De relatieve waarde van schaakstukken in het schaakspel is de waarde die zij ten opzichte van elkaar hebben. De relatieve waarde is niet meer dan een vuistregel; ook de stelling moet in de waardering worden betrokken, wil men precisie nastreven.

## De stukken
Doorgaans wordt de waarde van een pion op 1 gesteld. Tegenwoordig bestaat redelijk overeenstemming over het volgende lijstje:
- dame – 9 punten
- toren – 5 punten
- loper – 3 punten
- paard – 3 punten
- pion – 1 punt

De koning is niet kwantitatief te waarderen, want de koning kan niet worden geslagen (het spel zou immers daarmee afgelopen zijn) en kan niet worden geruild.

## De stelling
De waarde van de stukken is ook afhankelijk van de stelling. In een gesloten stelling (waar weinig bewegingsvrijheid is, met name doordat er nog veel stukken op het bord staan) is een paard, dat "over stukken heen" kan springen, vaak iets meer waard dan een loper. In een open stelling is het juist andersom.
Er zijn ook stellingen waarin op strategische gronden (algemene stellingskenmerken) de waardering anders is. Zo wordt een toren nogal eens geofferd voor een theoretisch minderwaardige loper, omdat de eigenschappen van de stelling dat rechtvaardigen. Op tactische gronden (wanneer een bepaald aantal zetten kan worden gepland) kan de waardering zelfs radicaal anders zijn: terwijl de speler over een paard beschikt, zijn tegenstander over een dame, en de materiaalverhoudingen overigens gelijk zijn, kan met dat paard bijvoorbeeld geforceerd mat worden gegeven. Dat het paard zoveel meer waard is dan de dame, hangt dan geheel van de stelling af.

## Schaakprogramma's
Bij de waardering van stukken en stellingen door een schaakprogramma wordt gerekend met een kleinere eenheid, bijvoorbeeld centipionnen (een centipion is 1/100 pion). Het programma of de gebruiker kan spelen met een afwijkende relatieve waardering. De loper krijgt bijvoorbeeld een iets hogere waardering dan een paard. Of de waardering wordt afhankelijk gemaakt van kenmerken van de stelling.